# Ágios Ioánnis (ort i Grekland, Joniska öarna)
Ágios Ioánnis (Agios Ioannis) är en ort i Grekland.   Den ligger i prefekturen Nomós Kerkýras och regionen Joniska öarna, i den västra delen av landet, 400 km nordväst om huvudstaden Aten. Ágios Ioánnis ligger 55 meter över havet och antalet invånare är 598. Den ligger på ön Korfu.
Terrängen runt Ágios Ioánnis är platt åt nordost, men åt sydväst är den kuperad.Runt Ágios Ioánnis är det ganska tätbefolkat, med 172 invånare per kvadratkilometer. Närmaste större samhälle är Korfu, 6,2 km öster om Ágios Ioánnis. 